# پیتر فرث
پیتر فرث (انگلیسی: Peter Firth؛ زادهٔ ۲۷ اکتبر ۱۹۵۳) هنرپیشه اهل بریتانیا است. وی از سال ۱۹۶۹ میلادی تاکنون مشغول فعالیت بوده‌است.
از فیلم‌ها و مجموعه‌های تلویزیونی که وی در آن نقش داشته‌است می‌توان به پرل هاربر، آمیستاد، ام آی فایو، بهترین بازی دنیا، جو یانگ نیرومند، فرشته سپید، یک ماجراجویی کاملاً بزرگ و وروجک‌ها اشاره کرد.